# سالت ول (آلاباما)
سالت ول (به انگلیسی: Salt Well) یک منطقهٔ مسکونی در ایالات متحده آمریکا است که در شهرستان مرنگو، آلاباما واقع شده‌است. سالت ول ۳۴٫۱۴ متر بالاتر از سطح دریا واقع شده‌است.